# Serie von Kindsentführungen und -tötungen in der Schweiz
Bei einer Serie von Kindsentführungen und -tötungen in der Schweiz während der 1980er-Jahre wurden 21 Kinder entführt. Während sieben der Opfer bis heute spurlos verschwunden sind, wurden von den anderen deren Leichen gefunden. Zwölf dieser Vorfälle (Stand 2021) wurden bislang nicht aufgeklärt. Die achtziger Jahre gelten daher als das dunkle Jahrzehnt der Schweiz. Das Verschwinden so vieler Kinder während eines Jahrzehnt hat zu grosser Betroffenheit und einem grossen Medien-Echo geführt. 

## Täter und Tatverdächtige
Der 1946 geborene Werner Ferrari tötete 1971 einen 10-jährigen Jungen. Nach der Haftentlassung tötete er 1983, 1985, 1987 und 1989 je ein Kind, sie waren zwischen 7 und 10 Jahre alt gewesen. Die Beteiligung an anderen Fällen konnte ihm nicht nachgewiesen werden.
Eine Zeit lang wurde Michel Fourniret, ein 2004 verhafteter Serienmörder und Sexualstraftäter aus Frankreich bzw. Belgien, als möglicher Täter in Betracht gezogen.

### Urs Hans von Aesch
Der 2019 verstorbene Journalist Peter Holenstein erklärte in einem Interview, dass für einige dieser Fälle Urs Hans von Aesch verantwortlich sein könnte. Von Aesch war aufgrund von sichergestellten DNA-Spuren in seinem Auto in die Entführung von Ylenia Lenhard († 2007) verwickelt. Der Fall Lenhard stimmt in deutlichen Aspekten mit unaufgeklärten Entführungen überein:
- Opfer: Mädchen im Alter zwischen fünf und zwölf Jahren,
- Zeitpunkt der Entführung: jeweils am helllichten Tag,
- entführt an einem öffentlich zugänglichen Ort,
- die eigentliche Entführung wurde nie von Zeugen beobachtet,
- Fundort der Leichen: jeweils im Wald; der Fund erfolgte jeweils nur, weil Wildtiere die Leichen ausgegraben hatten.

In dieses Raster fallen namentlich die Opfer Rebecca Bieri, Loredana Mancini, Sylvie Bovet, Sarah Oberson und Edith Trittenbass.
Nach Holenstein waren die Terminkalender von Urs Hans von Aesch seit den 1960er Jahren ohne Unterbruch vorhanden. Er führte Aufzeichnungen darüber, wo er sich an welchen Tagen aufhielt. An vielen Daten, an welchen Kindsentführungen stattgefunden hatten, hatte von Aesch Vornamen notiert. Diese konnten von den Ermittlern noch nicht zugeordnet werden. Da von Aesch sich selbst tötete und es ihm vorher gelungen war, den Besitz einer Schusswaffe wie auch den Kauf von Toluol (zur Betäubung seines Opfers) vor seiner Ehefrau zu verstecken, gilt es als unwahrscheinlich, dass seine Beteiligung an den früheren Kindesentführungen bewiesen werden kann. Urs Hans von Aesch wurde nach seinem Tod für eine kurze Zeit als ein Verdächtigter im Fall Madeleine McCann (verschwunden 2007) angesehen.
Auch ein damaliger Ermittler im Fall Rebecca Bieri und Leiter der «Soko Rebecca», der Luzerner Kriminalpolizist Josef Emmenegger, bemerkte eine Ähnlichkeit der Fälle. Während Werner Ferrari mit einer Ausnahme Jungen tötete, seien viele der weiblichen Opfer in der Nähe einer Schule entführt worden und hätten eine ähnliche Frisur getragen.

## Aufgeklärte Fälle
Ermordet von Werner Ferrari:
- 1983: Benjamin Egli (auch Bajo Cesa genannt, 10),[5] aus Sünikon (ZH)[5][6]
- 1985: Daniel Suter (7), aus Rümlang (ZH)[5]
- 1987: Christian Widmer (10), aus Windisch (AG)[5][7]
- 1989: Fabienne Imhof (9), aus Hägendorf (SO)[8][9][10]

Bei den folgenden Opfern wurde der jeweilige Täter ermittelt:
- 1980: Ruth Steinmann (12) aus Würenlos (AG)

Fälschlicherweise wurde Werner Ferrari im Jahr 1995 für die Ermordung von Ruth Steinmann am 16. Mai 1980 verurteilt. Ein auf der Leiche gefundenes Schamhaar konnte Ferrari nicht zugeordnet werden. Ein Verdächtigter (E.R.), der im März 1983 in Wolfhalden (AR) Suizid beging, wurde exhumiert. Bissspuren am Körper des Mädchens stammten von diesem 1983 verstorbenen Mann.
- Fabrice Barbey (5)

Fabrice wurde im Anfang Januar 1981 in La Chaux-de-Fonds (NE) erwürgt. Er wurde das Opfer eines rückfälligen Sexualstraftäters.
- 1982: Beate Bauer (12) aus Grenzach-Wyhlen

Beate besuchte die Schule im angrenzenden Basel (BS). Sie machte eine Fahrradtour, als sie am 4. August 1982 verschwand. Ihre Leiche wurde am 17. August in einem Maisfeld in Rheinfelden im deutsch-schweizerischen Grenzgebiet aufgefunden. Ein 20-Jähriger wurde der Tat überführt.
- 1985: Eva Maria Carmina (8) aus Lausanne (VD)

Eva Maria verschwand am 20. Juli 1985 aus dem Restaurant ihres Vaters. Am Abend fanden Anwohner die Leiche des Kindes im Aufzug. Ein 23-Jähriger wurde der Tat überführt.
- 1989: Doris Walker (10) aus Erlach (BE)

Doris verschwand am 24. September 1989 von einem Winzerfest in Erlach. Am 17. Oktober wurde ihre Leiche gefunden. Der Täter war ein Mann, der im Gefängnis St. Johannsen (BE) einsass und sich auf Hafturlaub befand.

## Bislang ungeklärte Fälle
Diese Übersicht weist Lücken auf. Nicht alle der ungeklärten Fälle haben eine bedeutende mediale Rezeption erfahren. Mehrere der Fälle wurden in der Fernseh-Sendung Aktenzeichen XY … ungelöst vorgestellt.

### Vermisst
- Annika Hutter (18) aus Nürensdorf (ZH), vermisst seit dem 11. Juli 1981

Die Gymnasiastin verschwand auf dem Weg von Nürensdorf nach Winterthur (ZH), wo sie ein Treffen mit einem Kollegen geplant hatte. Ihr Motorfahrrad wurde defekt in einem Wald auf dem Gemeindegebiet von Kemptthal (ZH) gefunden. Ein wegen Mordes vorbestrafter Mann hatte zunächst den Mord an Annika gestanden, das Geständnis aber wieder zurückgezogen. Das Bundesgericht sprach ihn wegen Zweifeln an seiner Schuld frei.
- Peter Perjesy (14) aus Wattwil (SG), vermisst seit dem 22. September 1981

Peter verliess das Tischtennis-Training in der Schule von Wattwil, welches von seinem Vater geleitet wurde. Sein abgeschlossenes Fahrrad und seine Jacke wurden am Fahrradunterstand aufgefunden.
- Karen Schmitz (16) aus Adliswil (ZH), vermisst seit dem 14. August 1982

Karen verschwand, nachdem sie sich abends von Freunden im Jugendhaus verabschiedet hatte und nach Hause gehen wollte. Am Zürichseeufer zwischen Wollishofen und Kilchberg wurden ihre persönliche Gegenstände gefunden; ein Bikinioberteil fehlte.
- Peter Roth (7) aus Mogelsberg (SG), vermisst seit dem 12. Mai 1984

Peter verschwand, als er nach der Schule aus Nassen (SG) zurück nach Hause zu einem Bauernhof im Weiler Aachmüli ging. Eine Chipstüte, die er noch für sich und einen Freund kaufte, wurde 300 Meter vor dem elterlichen Hof gefunden.
- Sylvie Bovet (12) aus Bevaix (NE), vermisst seit dem 23. Mai 1985

Sylvie, die unter Epilepsie und zerebralen Störungen litt, war in einem Ferienlager bei Bevaix. Sie verschwand in einer Kurve, als sie bei einem Waldspaziergang etwa 30 Meter vor ihrer Betreuerin lief.
- Sarah Oberson (5) aus Saxon (VS), vermisst seit dem 28. September 1985

Sarah verschwand, als sie mit dem Fahrrad unterwegs war. Auf einem knapp 100 Meter von ihrem Elternhaus entfernten Schulhof wurde ihr Fahrrad gefunden.
- Edith Trittenbass (9) aus Gass-Wetzikon (TG), vermisst seit dem 3. Mai 1986

Edith verschwand, als sie auf dem Weg zur Schule nach Wolfikon (TG) war.

### Getötet
- Claudia Schwarz (10)

Claudia verschwand am 15. April 1981 auf dem Heimweg von einem Spielplatz in St. Gallen (SG). Ihre Leiche wurde elf Tage später in einem Wald gefunden. Ein Verdächtiger wurde gefasst, später jedoch aufgrund von Mangel an Beweisen freigelassen.
- Rebecca Bieri (8)

Rebecca verschwand am 20. März 1982 in Gettnau (LU), als sie sich nach der Schule auf dem Heimweg befand. Einen Tag später wurden in einem Bachbett bei Rohr (AG) ihre Schultasche und ihre Bekleidung aufgefunden. Ihre Leiche wurde am 15. August 1982 in Niederbipp (BE) aufgefunden. Beobachtet wurde ein weisser Mercedes mit Zürcher Kennzeichen; ein auffälliges Fahrzeug für eine ländliche Luzerner Gemeinde. 1090 solcher Mercedes-Limousinen und ihre Besitzer wurden ohne Erfolg überprüft.
- Karin Gattiker (15) und Brigitte Meier (17): Kristallhöhlenmord von Oberriet SG

Die aus Goldach (SG) stammenden Freundinnen befanden sich auf einer dreitägigen Fahrradtour im Appenzellerland. In der Nähe von Kobelwies (SG) wurden sie zuletzt am 31. Juli 1982 von einem Zeugen gesehen. Ihre Leichen wurden am 3. Oktober 1982 bei Oberriet (SG) in der Nähe der Kristallhöhle Kobelwald von einem Wanderer gefunden. Das Tötungsdelikt ist seit 2012 verjährt.
- Loredana Mancini (6)

Loredana war am 14. April 1983 auf dem Weg ins Shoppi Tivoli in Spreitenbach. Sechs Wochen später wurde die Leiche des Mädchens in einem Wald in Rümlang (ZH) aufgefunden.

## Verjährung
Im Schweizer Strafrecht beträgt die längste Frist der Verfolgungsverjährung 30 Jahre (Art. 97 StGB). Eine Unverjährbarkeit von sexuellen Handlungen an Kindern unter 12 Jahren trat am 1. Januar 2013 in Kraft (Art. 101 StGB). Jedoch ist dabei das strafrechtliche Rückwirkungsverbot und der in vielen Fällen fehlende Nachweis einer sexuellen Handlung zu berücksichtigen.

### Sachbücher
- Walter Hauser: Hoffen auf Aufklärung – Ungelöste Morde in der Schweiz zwischen Verfolgung und Verjährung. Limmat Verlag, Zürich 2018, ISBN 978-3-85791-862-9.
- Peter Holenstein: Der Unfassbare. Das mörderische Leben des Werner Ferrari. Oesch, Zürich 2002, ISBN 3-0350-2001-9.
- Axel Petermann: Im Auftrag der Toten: Cold Cases – Ein Profiler ermittelt – Ungelösten Morden auf der Spur. Heyne Verlag, München 2002, ISBN 978-3-641-27331-6.

### Romane
- Peter Beutler: Kristallhöhle. Emons, Köln 2014, ISBN 978-3-95451-389-5. Behandelt den Kristallhöhlenmord von Oberriet SG an Karin Gattiker und Brigitte Meier.
- Arthur Honegger: Zwillinge. Huber, Frauenfeld 2000, ISBN 978-3-280-01644-2. Behandelt den Kristallhöhlenmord von Oberriet SG an Karin Gattiker und Brigitte Meier.
- Jürg Mosimann: Tödliches Vertrauen. Werd & Weber, Thun 2015, ISBN 978-3-03818-052-4. Über den Fall von Doris Walker.